# Paramythia montium
Paramythia montium là một loài chim trong họ Paramythiidae.